# Militaire reserve

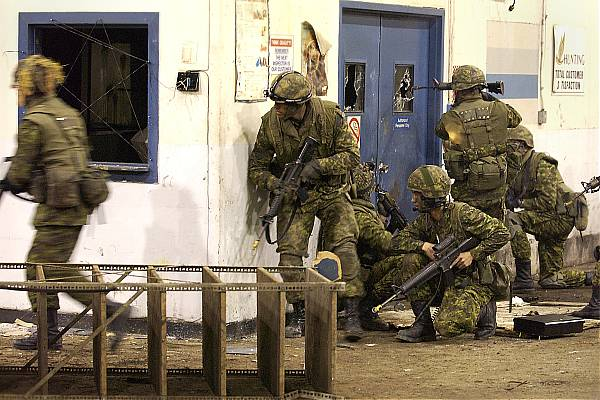
Canadese reservisten tijdens een militaire oefening in 2004

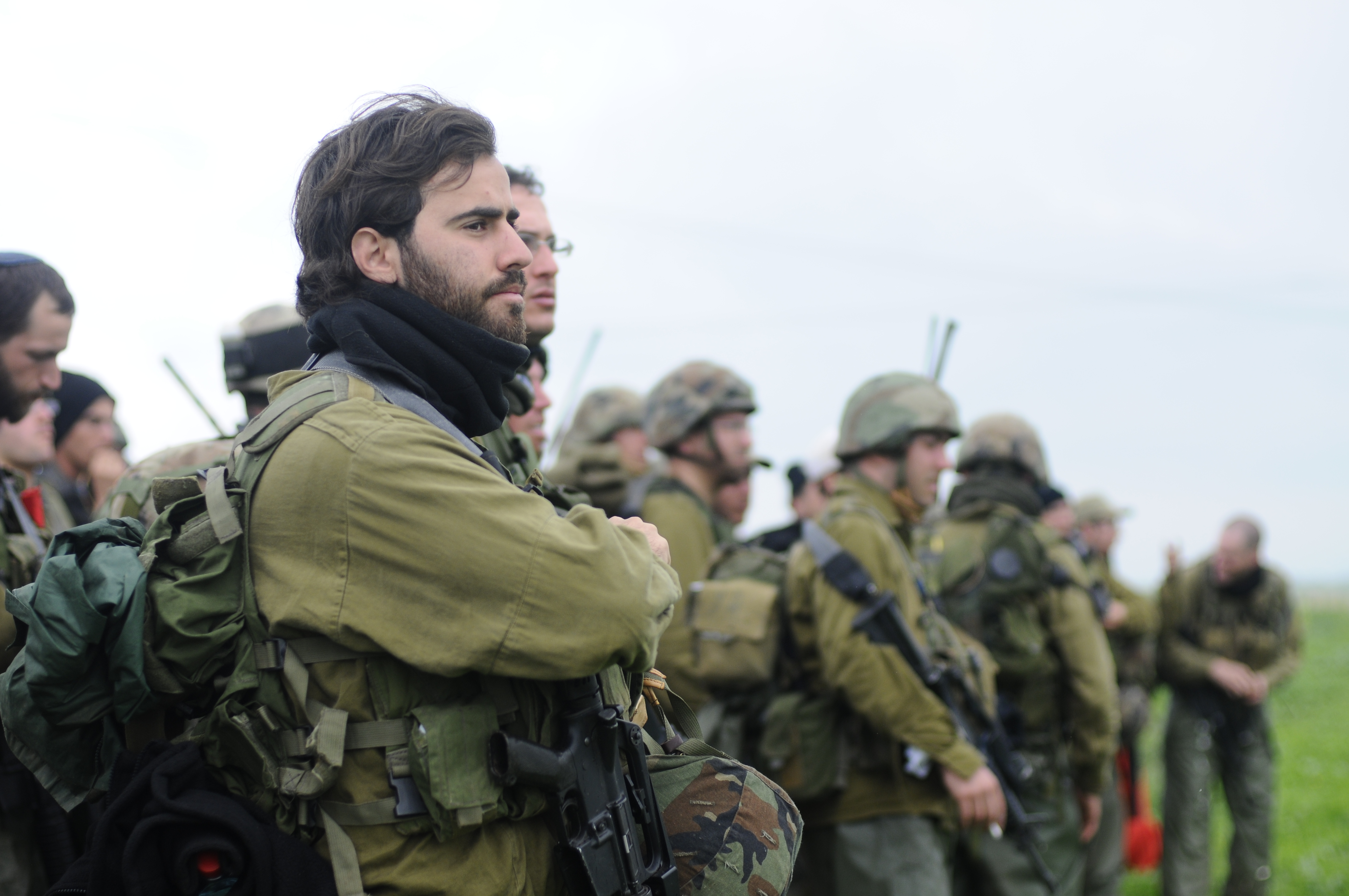
Israëlische reservisten

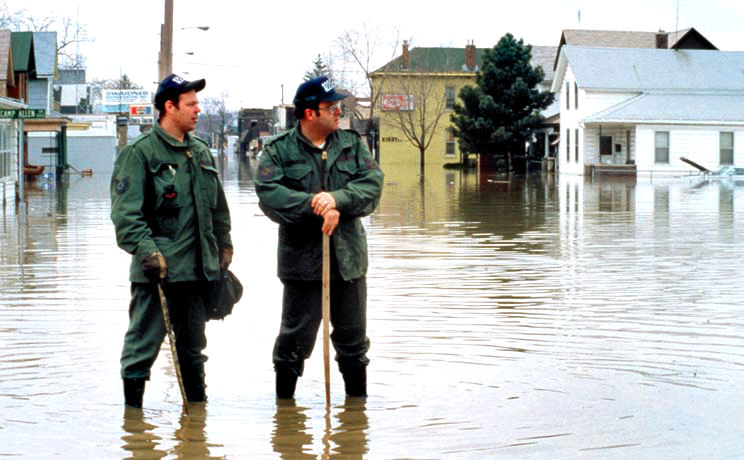
Leden van de Amerikaanse National Guard verlenen hulp bij een overstroming in Indiana in 1982

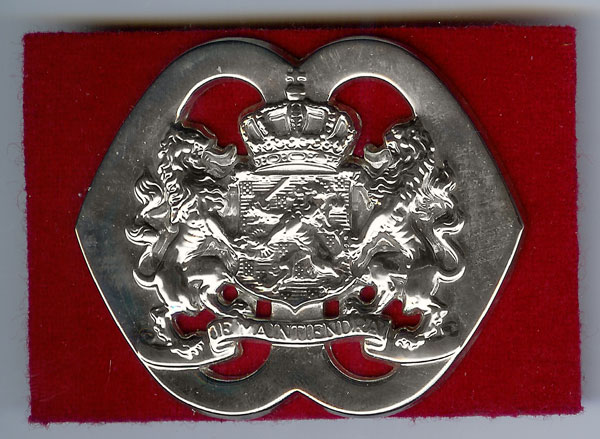
Baretembleem van het Nederlandse Korps Nationale Reserve

Onderscheidingsvlag KMR

Een militaire reserve bestaat uit personen die na het vervullen van hun militaire dienstplicht oproepbaar blijven voor militaire dienst of uit vrijwilligers die zijn toegetreden tot de militaire reserve (zoals in België). Vaak krijgen ze daarbij een specifieke opleiding en worden ze ingezet naargelang de competenties die ze in het burgerleven hebben opgedaan. Daarnaast kan de term ook slaan op legereenheden die bij aanvang van een militair treffen achter de hand worden gehouden om er op een strategisch ogenblik verrassingsmanoeuvres mee uit te voeren of op een kritisch moment de overhand te krijgen.
Een aantal landen, waaronder Nederland, heeft de beschikking over een of meerdere reservisteneenheden ter assistentie van hun eigen beroepsmilitairen. In een reeks landen, waaronder Finland, Taiwan, Zuid-Korea, Singapore, Colombia en Israël, moet iedereen die de dienstplicht heeft afgerond nog een aantal jaren dienstdoen in de militaire reserve.
Een reserve-eenheid bestaat alleen op papier; de militairen zijn niet in werkelijke dienst maar zijn mobiliseerbaar. Wanneer dit wenselijk is kan de overheid besluiten (dienstplichtige) militairen op te roepen voor werkelijke dienst en zodoende het onderdeel te mobiliseren.
In sommige landen, waaronder Denemarken, Noorwegen, Zweden en India, is een nationale militie, vergelijkbaar met historische schutterijen of burgerwachten, bestaande uit burgers die in geval van nood snel oproepbaar zijn om hun eigen stad of gebied te verdedigen. Militaire politie-eenheden of andere ondersteunende paramilitaire eenheden kunnen ook dienen als reserve-eenheden.

## Nederland
In Nederland bestaan er reservisten bij alle vier de krijgsmachtdelen.

### Reservisten bij Commando Landstrijdkrachten (CLAS)
Bij het het Commando Landstrijdkrachten/CLAS werken drie categorieën reservisten: reservisten militaire taken, reservisten specifieke deskundigheid (RSD), en reservisten operationele capaciteit.
1. Reservisten Militaire Taken werken bij het Korps Nationale Reserve, en zijn primair inzetbaar voor bewaken en beveiliging taken.
2. Reservisten Specifieke Deskundigheid leveren (civiele) specialismen, en werken vaak op projectmatige basis[1]. Veel reservisten specifieke deskundigheid zijn werkzaam bij het 1 Civiel en Militaire Interactiecommando en het Defensie Cyber Commando. Reservisten specifieke deskundigheid vallen vaak onder het Korps Communicatie & Engagement[2].
3. Reservisten Operationele Capaciteit bestaan uit ex-beroepsmilitairen die na het verlaten van hun dienst alsnog als reservist bij Defensie werkzaam blijven. Deze reservisten worden vaak geplaatst bij de eenheid waar ze daarvoor als beroepsmilitair hebben gediend.

### Reservisten bij Commando Luchtstrijdkrachten (CLSK)
Voor het Commando Luchtstrijdkrachten (CLSK) is de Groep Luchtmacht Reserve (GLR) de reservecomponent, dit onderdeel is operationeel sinds 1 januari 2005 en is de organisatie waarin alle Luchtmacht-reservisten zijn ondergebracht. De Groep Luchtmacht Reserve bestaat uit een staf en twee squadrons, die ondergebracht zijn op verschillende militaire bases in het land. 519 Squadron: met vluchten op AOCS Nieuw Milligen, Vliegbasis Volkel en Vliegbasis Leeuwarden, en 520 Squadron: met vluchten op Vliegbasis Gilze-Rijen, Vliegbasis Woensdrecht, Vliegbasis Eindhoven. 
De reservisten van de Groep Luchtmacht Reserve volgen initieel een AMO, en daarna de VTO Vredesbewaking. Na deze zes weken opleiding zijn de reservisten inzetbaar voor force protectiontaken.

#### Reservisten Militaire Taken bij CLSK
In de uitvoering van haar taken kent de krijgsmacht jaarlijks pieken in de personeelsinzet. Dat kunnen vooraf te plannen pieken zijn zoals beveiliging van de open dagen van de luchtmacht of grote oefeningen. Maar ook onverwachte extra inzet als aanvullende bewaking bij terroristische dreiging en steunverlening aan de samenleving bij bestrijding van de gevolgen van een vogelpest epidemie of het verrichten van ceremoniële diensten.

### Reservisten bij Commando Zeestrijdkrachten (CZSK)
Sinds einde 2007 heeft het Commando Zeestrijdkrachten (CZSK) 3 KMR-eenheden (RMT) gevormd: Den Helder, Doorn en Rotterdam. De KMR-eenheden worden ingezet voor jaarlijkse landelijke evenementen (Marinedagen, Vierdaagse, Nederlandse Veteranendag en Wereldhavendagen), oefeningen en backfill.
Daarnaast bestaan er RSD'ers in 3 verschillende groepen/eenheden:
- algemene specialisten
- zeeverkeersspecialisten, die begeleiding van en interactie met de civiele zeescheepvaart verzorgen
- deskundigen op het gebied van Civiel-Militaire Samenwerking (CIMIC), die tijdens crisis beheersingsoperaties activiteiten ontplooien met de lokale bevolking, overheidsorganisaties en NGO´s. Hiërarchisch valt de CIMIC-organisatie onder de CLAS.

In totaal zijn er anno 2014 ongeveer 850 reservisten bij CZSK werkzaam.

### Reservisten bij de Koninklijke Marechaussee
Sinds de opschorting van de opkomstplicht bestaat de Koninklijke Marechaussee uitsluitend uit vrijwillig dienende militairen. Dit uitgangspunt geldt ook voor de reservisten. Zowel het reservist worden, als het verrichten van taken als reservist geschiedt uit eigen vrije wil. Anders dan het beroepspersoneel zijn reservisten niet onafgebroken in werkelijke dienst, maar alleen op die momenten dat daaraan behoefte bestaat. Van reservisten wordt verwacht dat zij, afhankelijk van de groepering waartoe zij behoren, een nader te noemen aantal dagen per jaar actief zijn.

### Bureau Reservepersoneel Koninklijke Marechaussee (BRespers KMar)
Alle reservisten zijn (administratief) ingedeeld bij deze sectie, die onderdeel is van de staf van het District Landelijke en Buitenlandse Eenheden (DLBE) en is gevestigd op Kamp Nieuw Milligen te Uddel.
Het bureau bestaat met uitzondering van 4 beroepsmilitairen uit ruim 200 vrijwilligers/reservisten. Dit zijn zowel Reservisten Militaire Taken (RMT) als Reservisten Specifieke Deskundigheid (RSD).

## Duitsland
In de Bondsrepubliek Duitsland kent men het Reservistenverband der Bundeswehr (krijgsmacht). Dit is een samengesteld geheel van al het vrijwillig dienend reservepersoneel van alle rangen en functies uit Heer (landmacht), Luftwaffe (luchtmacht) en Marine.
Deze reservisten ondersteunen ook de vrijwilligheid om, als heb dit gevraagd wordt, buiten de militaire organisatie diensten te verrichten die betrekking hebben op de veiligheid en de verdediging van de Bondsrepubliek. Hiertoe behoren werkzaamheden in het kader van de algemene beveiliging, de uitvoering van diverse militaire taken en de ondersteuningstaken voor de krijgsmacht.
Men onderscheidt drie categorieën.
- de Verstärkungsreserve
- de Personalreserve
- de Allgemeine Reserve

### Verstärkungsreserve
Het personeel dat tot deze categorie behoort heeft zich vrijwillig tot deze categorie opgegeven en kan in de strijdkrachten op voor reservisten geplande werkplekken bij Heer, Luftwaffe of Marine worden ingezet. De verstärkungsreservisten worden ingezet voor het op peil houden van de paraatheidsgraad van bepaalde troepen en op bepaalde functies in vredestijd.

### Personalreserve
Deze categorie is uitsluitend voor aangewezen personeel dat wordt ingezet als vooraf geplande tijdelijke aanvulling op een extra ontstane personeelsbehoefte. Hiervoor worden uitsluitend vrijwilligers aangewezen uit het bestand aan officieren, onderofficieren, opvolgende leiding en gespecialiseerd personeel.

### Allgemeine Reserve
Hiertoe behoren alle in vredestijd niet opgeroepen reservisten die zich beschikbaar hebben gesteld om in uitzonderingsgevallen als crisis en oorlogstijd te worden opgeroepen voor de verdediging van de Bondsrepubliek.

## Verenigd Koninkrijk

### Landmacht
De Britse landmacht reservisten zijn ingedeeld in de:
- Regular Army Reserve (RAR) van circa 90000 man sterk.

RAR personeelsleden zijn burgers zonder militaire achtergrond die een korte basisopleiding hebben gehad en geen verdere training hebben gedaan; deze mensen zijn op vrijwillige basis slechts tegen een onkostenvergoeding in crisis en in vredestijd voor ondersteunende taken inzetbaar.
- Volunteer Army Reserve (VAR) van circa 26000 man sterk.

VAR personeelsleden zijn burgers met een militaire achtergrond die dienst hebben genomen in de Britse Territorial Army. Deze mensen zijn wel getrainde reservisten die minimaal.
1 dag per week en 1 weekend per maand trainen en die per jaar tevens een periode van 40 dagen actief dienstdoen. Deze mensen krijgen gedurende de periode dat zij actief dienstdoen hetzelfde betaald als de Britse beroepsmilitairen.
De mensen behorend tot de RAR en de VAR zijn verdeeld over alle legerplaatsen in Engeland en Schotland.

### Luchtmacht
De Britse luchtmacht reservisten zijn ingedeeld in de:
- Royal Air Force Reserve (RAFR) van circa 15000 man sterk
RAFR personeelsleden zijn burgers met ex RAF achtergrond die op vrijwillige basis in crisis en in vredestijd inzetbaar zijn. Zij trainen, afhankelijk van hun functie wekelijks of maandelijks en doen 2 x per jaar een aaneengesloten periode van 20 dagen dienst op een vliegbasis. Zij krijgen gedurende de periode dat zij actief dienstdoen hetzelfde betaald als de Britse beroepsmilitairen. Vliegend personeel ontvangt tevens een vliegtoelage.

- Royal Auxiliary Air Force (RAuxAF) van circa 50000 man sterk
RAuxAF personeelsleden zijn burgers zonder militaire achtergrond die vrijwillig een korte training hebben ondergaan en die in crisistijd beschikbaar zijn voor ondersteunende taken.

RAFR- en RauxAF-eenheden zijn geplaatst op de volgende steunpunten
- RAF Lossiemouth
- RAF Leuchars
- Edinburgh
- RAF Leeming
- RAF Waddington
- RAF Cottesmore
- RAF Marham
- RAF Honington
- RAF Halton
- RAF Northolt
- RAF Brize Norton
- RAF Benson
- RAF Lyneham
- RAF St Mawgan
- RAF Henlow

### Marine
De Britse marine reservisten zijn ingedeeld in de 
- Royal Navy Reserve (RNR).

Deze bestaat uit 3250 personen die in vredestijd trainen en die in vredes- en crisistijd bij de Royal Navy kunnen worden ingezet. Ook zij worden gedurende de tijd dat zij actief dienen als beroepsmilitairen betaald; bovendien ontvangen zij een extra vaartoelage.
Hoewel 25% van het RNR personeel eerder in de Royal Navy heeft gediend, bestaat de meerderheid uit vrijwilligers uit alle lagen van de bevolking, koopvaardijofficieren en medisch personeel.
De RNR is te werkgesteld op de volgende schepen in de volgende havens.
- HMS Calliope-Newcastle
- HMS Cambria-Cardiff
- HMS Caroline-Belfast
- HMS Dalriada-Glasgow
- HMS Eaglet-Liverpool
- HMS Ferret-Bedford
- HMS Flying Fox-Bristol
- HMS Forward-Birmingham
- HMS King Alfred-Portsmouth
- HMS President-London
- HMS Scotia-Edinburgh
- HMS Sherwood-Nottingham
- HMS Vivid-Plymouth
- HMS Wildfire-Watford

## Verenigde Staten

### Air National Guard

ANG embleem

De Air National Guard (ANG), ook wel Air Guard genoemd is een reservecomponent van de Amerikaanse luchtmacht, de USAF.
ANG eenheden bevinden zich in elk van de aparte staten van de Verenigde Staten en vallen onder de administratie van het federale National Guard Bureau. Iedere ANG eenheid kan óf door de president van de Verenigde Staten rechtstreeks, óf door de gouverneur van de staat waarin de betrokken eenheid is gestationeerd, worden geactiveerd.
De ANG bestaat uit circa 45000 personeelsleden die in vredestijd, afhankelijk van de beklede rang en hun functie, per periode van 3 maanden telkens voor 2 weken tot 1 maand in actieve dienst worden opgeroepen.
Hoewel de taken van de ANG eerst alleen beperkten tot binnen de grens van het grondgebied van de Verenigde Staten, worden ANG eenheden sinds de Amerikaanse inzet in Irak en de strijd tegen het internationale terrorisme ook al voor perioden van 6 maanden in Irak en Afghanistan ingezet.

#### Organisatie
De Air National Guard is verdeeld in een aantal Wings. Deze wings bestaan uit meerdere squadrons met afzonderlijke taken en zijn verspreid over vliegvelden in alle staten van de Verenigde Staten. 
- Composite (gecombineerde taken) ANG Wings
  - 113th Wing (C-40C, F-16C/D), Andrews AFB, Maryland, Washington D.C. “Capital Guardians”
  - 119th Wing (MQ-1 Predator, C-21A Learjet), Hector International Airport, North Dakota, “Happy Hooligans”
  - 124th Wing (A-10 Thunderbolt II, C-130 Hercules), Gowen Field, Boise, Idaho, “First class or not at all”
  - 127th Wing (F-16A/B, C-130 Hercules), Selfridge ANGB, Michigan, “Michigan Red Devils”
  - 140th Wing (F-16C/D), Buckley AFB, Aurora, Colorado. “Aurora light”
  - 154th Wing (F-15A/B, KC-135R, C-130 Hercules), Hickam AFB, Honolulu, Hawaï.”Kokees”
  - 175th Wing (A-10 Thunderbolt II, C-130 Hercules), Martin State Airport, Maryland.”Warfield Warriors”
  - 178th Wing (C-130 Hercules), Kulis ANGB, Anchorage, Alaska.
  - 184th Wing (B-1B Lancer), McConnell AFB, Wichita, Kansas. “Jayhawks”

- Airlift (zwaar luchttransport) ANG Wings
  - 105th Airlift Wing (C-5A), Stewart ANGB, New York, New York.
  - 109th AW (C-130 H), Stratton ANGB, New York, New York, “Skibirds”
  - 118th AW (C-130 H), Berry Field ANGB, Nashville, Tennessee, “Old Hickory”
  - 123rd AW (C-130 H), Louisville Int Airport, Louisville, Kentucky, “Kentucky Frieds”
  - 130rd AW (C-130 H), Chuck Yeager Airport, Charleston, West Virginia, “Southern Watch”
  - 133rd AW (C-130 H), Minneapolis St Paul ARS, Minnesota. ”Shining in defense”
  - 136th AW (C-130 H), NAS Ft Worth, Texas. “Second to none”
  - 137th AW (C-130 H), Tinker AFB, Oklahoma City, Oklahoma. “Thunder from the sky”
  - 139th AW (C-130 H), Rosecrans ANGB, St Joseph, Missouri. “A;ways ready ever willing”
  - 143rd AW (C-130 E/J), Quonset State Airport, Providence, Rhode Island.
  - 145th AW (C-130 H, C-17A), Douglas Airport, Charlotte, North Carolina.
  - 146th AW (C-130 E/J), Channel Islands ANGS, Point Mugu, Californië.
  - 152nd AW (C-130 E/PC), Reno Tahoe Airport, Lake Tahoe, Nevada.”High Rollers”
  - 153rd AW (C-130 H, C-17A), Cheyenne Airport, Cheyenne, Wyoming.
  - 156th AW (C-130 E), Muñoz ANGS, Puerto Rico.
  - 164th AW (C-5A), Memphis Airport, Memphis, Tennessee.”Always on the move”
  - 165th AW (C-5A), Savannah Airport, Savannah, Georgia. “We move anything”
  - 166th AW (C-5A), New Castle Airport, Wilmington, Delaware. ”Moving out”
  - 167th AW (C-130 H), Sheperd Field, Charleston, West Virginia. ”Movin’ in”
  - 172nd AW (C-17A, C-141B), Evers Airport, Jackson, Mississippi. “By faith and courage”
  - 179th AW (C-141B, C-130H), Lahm Airport, Mansfield, Ohio.
  - 182nd AW (C-130E), Peoria ANGS, Peoria, Illinois. “Defenders of freedom”
  - 189th AW (C-130E), Little Rock AFB, Little Rock, Arkansas. “We lead”

- Fighter (onderschepping) ANG Wings
  - 102nd Fighter Wing (F-15A/B/C), Otis ANGB, Massachusetts. “Everyone’s a tiger”
  - 103rd FW (A-10 Thunderbolt II), Bradley ANGB, Connecticut. “Flying Yankees”
  - 104th FW (F-15A/B/C), Barnes Airport, Massachusetts. “The buck stops here”
  - 110th FW (A-10 Thunderbolt II), W Kellog Airport, Michigan.
  - 111th FW (A-10 Thunderbolt II), NAS Willow Grove, Pennsylvania.
  - 114th FW (F-16A/B), Joe Joss Field, South Dakota. “Flying lobos”
  - 115th FW (F-16C/D), Truax Field, Wisconsin.
  - 120th FW (F-16C/D), Great Falls Airport, Great Falls, Montana."Great Falls of fire"
  - 122nd FW (F-16D), Fort Wayne Airport, Fort Wayne, Indiana.
  - 125th FW (F-15), Homestead ANGB, Jacksonville, Florida.
  - 131st FW (F-15C), Lambert Field, St.Louis, Missouri. “Ready for action”
  - 132nd FW (F-16C), Des Moines Int Airport, Des Moines, Iowa.“Vipers”
  - 138th FW (F-16C/D), Tulsa Int Airport, Tulsa, Oklahoma. “Home defense”
  - 142nd FW (F-15A/B), Portland ANGB, Portland, Oregon, “Fighting Redhawks”
  - 144th FW (F-16C), Fresno ANGB, Fresno, Californië. “Skysurfers”
  - 147th FW (F-16C), Ellington Field Joint Reserve Base, Houston, Texas. “Rednecks”
  - 148th FW (F-16C), Duluth Airfield, Duluth, Minnesota. “Minnimicks”
  - 149th FW (F-15C/D), Lackland AFB, San Antonio, Texas. “Valor honor”
  - 150th FW (F-16C/D), Kirtland AFB, Kirtland, New Mexico. “Enchilada Airforce”
  - 158th FW (F-16C/D), Burlington Int Airport, Burlington, Vermont. “The Green Mountain Boys”
  - 159th FW (F-15A/B), NAS New Orleans, Louisiana. “Bayou militia”
  - 162nd FW (F-16A/B), Tucson Int Airport, Tucson, Arizona. “Sandy Scrapers”
  - 169th FW (F-16C/D), McEntire ANGS, Columbia, South Carolina. “Swamp Fox”
  - 173rd FW (F-15C), Kingsley Field, Oregon. “Eagle Beavers”
  - 174th FW (F-16C/D), Hancock Field, Syracuse, New York. “Boys from Syracuse”
  - 177th FW (F-16C), Atlantic City Int Airport, Atlantic City, New Jersey. “Jersey Devils”
  - 178th FW (F-16C/D), Springfield ANGB, Springfield, Ohio.
  - 180th FW (F-16A/B), Toledo Express Airport, Toledo, Ohio.
  - 181st FW (F-16A/B), Hulman Field, Terre Haute, Indiana.
  - 183rd FW (F-16A/B), Capital Airfield, Springfield, Illinois.
  - 187th FW (F-16C), Danelly Field, Montgomery, Alabama.
  - 188th FW (F-16C), Ebbing ANGB, Ft Smith, Arkansas. “The Flying Razorbacks”
  - 192nd FW (F-16C/D), Richmond Int airport, Richmond, Virginia.

- Air Refueling (tanker) ANG Wings
  - 101st Air Refueling Wing (KC-135E), Bangor Int Airport, Bangor, Maine “He strikes as lightning”
  - 107th ARW (KC-135R), Niagara Falls ARS, Niagara Falls, New York. ”Broomsticks”
  - 108th ARW (KC-135R), McGuire AFB, New Hanover, New Jersey. “Jersey Thunder”
  - 117th ARW (KC-10), Birmingham Airport, Birmingham, Alabama. “Dixie refuelers”
  - 121st ARW (KC-10), Rickenbacker ANGB, Franklin, Ohio. “All things at all times”
  - 126th ARW (KC-135E), Scott AFB, Chicago, Illinois.
  - 128th ARW (KC-135R), Truax Field, Milwaukee, Wisconsin.
  - 134th ARW (KC-135E), McGhee Tyson ANGB, Knoxville, Tennessee.
  - 141st ARW (KC-135E), Fairchild AFB, Spokane, Washington.
  - 151st ARW (KC-10, KC-135E), Salt Lake City Airport, Salt Lake City, Utah.“Salty Guard”
  - 155th ARW (KC-135R), Licoln Airport, Lincoln, Nebraska.”Fighting 155th”
  - 157th ARW (KC-135R), Pease ANGB, Boston, New Hampshire.
  - 161st ARW (KC-135E), Sky Harbor Airport, Phoenix, Arizona. “Copperheads”
  - 168th ARW (KC-135R), Eielson AFB, Anchorage, Alaska. “Big dipper”
  - 171st ARW (KC-135E), Pittsburgh Airport, Pittsburgh, Pennsylvania. “Sneakers”
  - 185th ARW (KC-135R), Sioux Gateway Airport, Sioux City, Iowa.
  - 186th ARW (KC-135R), Key Field, Meridian, Mississippi. “Magnolia militia”
  - 190th ARW (KC-10), Forbes AFB, Topeka, Kansas.”Kansas coyotes”

- Specialized (gespecialiseerde) ANG Wings
  - 106th Rescue Wing (C-130 H, HH-60 SAR), Gabreski Airport, New York, New York, “Look Skyward”
  - 116th Air Control Wing (B-1B Lancer, E-8C JStars), Robins AFB, Georgia.
  - 129th Rescue Wing (MC-130P), Moffet Federal Airfield, Mountain View, Californië. “In peace and war, night and day”
  - 163rd Reconaissance Wing (MQ-1 Predator), March AFB, Californië.
  - 193rd Special Operations Wing (EC-130, C-130 H), Harrisburg Int. Airport, Harrisburg, Pennsylvania. ”For many missions”

### Army National Guard

NG embleem

De Army National Guard (NG), ook wel de National Guard genoemd is de reservecomponent van het Amerikaanse landleger, de United States Army.
NG-eenheden kunnen eventueel deel uitmaken van de georganiseerde militie van de regio's met een aparte status zoals Puerto Rico en het District of Columbia. Ook de NG valt onder de administratie van het National Guard Bureau.
De NG-enheden staan onder rechtstreeks commando van de gouverneur van de staat waar de betrokken eenheden zijn geplaatst. De D.C Army National Guard is hiervan uitgezonderd; deze eenheid staat rechtstreeks onder bevel van de president van de VS.
De NG bestaat uit 130.000 personeelsleden die in vredestijd 1 weekend per maand ter training in actieve dienst worden opgeroepen. Hierdoor hebben de NG leden ook hun bijnaam weekend warriors gekregen.
De NG-taken zijn slechts beperkt tot het grondgebied van de Verenigde Staten.

#### Organisatie
De NG heeft sinds 2005 een nieuwe structuur die gebaseerd is op een verdeling in 10 divisies en 6 stand-alone brigades.
- 7th Infantry Division (Light) “Bayonets” is gelegerd in Fort Carson, Colorado Springs, Colorado en bestaat uit de
  - 39th Infantry Brigade (Light/Separate/Enhanced) “Arkansas Brigade” en ondersteunende eenheden van de Arkansas NG.
  - 41st Inf Bde. Combat team “Jungleers” en ondersteunende eenheden van de Oregon NG.
  - 45th Inf Bde (Light/Separate/Enhanced) “Phoenix” en ondersteunende eenheden van de Oklahoma NG.

- 24th Inf Div. “Victory Division” is gelegerd in Fort Riley, Kansas en bestaat uit de
  - 30th Enhanced Heavy Separate Bde (Mechanized) “Old Hickory” en de ondersteunende eenheden van de North Carolina NG.
  - 48th Inf Bde (Enhanced/Mechanized) “Old Grey Bonnet” en de ondersteunende eenheden van de Georgia NG.
  - 218th Inf. Bde (Heavy/Separate) “First rate” en de ondersteunende eenheden van de South Carolina NG.

- 28th Inf. Div.(Mechanized) “Keystone division” is gelegerd in Harrisburg, Pennsylvania en bestaat uit de
  - 2nd Bde. en ondersteuning
  - 55th Bde en ondersteuning
  - 56th Bde en ondersteuning
  - Aviation Bde en ondersteuning
  - Division Artillery
  - Division Support Command
  - 28th Signal Btn.
  - 1st Btn. 213 Air defese Artillery Regiment
  - 628th Mil. Intelligence Btn.
  - 28th MP Company
  - 128th Chemical Company (allen van de Pennsylvania NG)
  - 28th Engineer Bde en ondersteuning van de Virginia NG

- 29th Inf Div. (Light) “Blue and Grey” is gelegerd in Fort Belvoir, Virginia en bestaat uit de
  - 116th Inf Bde Combat team “Stonewall Brigade” en ondersteuning van de Virginia NG
  - 58th Inf Bde Combat team en ondersteuning van de Maryland NG
  - 30th Enhanced Heavy Separate Mechanized Bde en ondersteuning van de North Carolina NG
  - 92nd Inf Bde Combat team Air assault van de Puerto Rican NG
  - Aviation Bde van de Maryland NG

- 34th Inf Div.”Red Bull” is gelegerd in Rosemount, Minnesota en bestaat uit de
  - 1st Bde Heavy en ondersteuning van de Minnesota NG
  - 2nd Bde Combat team en ondersteuning van de Iowa NG
  - Aviation Bde “Wings of the Red Bull” en ondersteuning van de Minnesota NG
  - Division Artillery Minnesota NG
  - Engineer Bde North Dakota NG
  - Division Support Command Minnesota NG
  - 1st Btn 216th Air Defense Artillery Minnesota NG
  - 134th Signal Btn. Minnesota NG
  - 634th Mil Intelligence Btn Minnesota NG
  - 434th Chemical Company Minnesota NG
  - 34th MP Company Minnesota NG
- 34th Field training Grp. Minnesota NG

- 35th Infantry Division (Mechanized) “Santa Fe division” is gelegerd in Fort Leavenworth, Kansas en bestaat uit
  - 33rd Inf.Bde. en ondersteuningseenheden Illinois NG
  - 45th Inf Bde. en ondersteuningseenheden Oklahoma NG
  - 35th Aviation Bde Missouri NG

- 36th Infantry Division “Lone Star division” is gelegerd in Camp Mabry, Austin, Texas en bestaat uit
  - 36th Brigade en ondersteuningseenheden
  - 56th Bde Combat team “Thunderbolt” en ondersteuningseenheden
  - 72nd Inf Bde.en ondersteuningseenheden
  - Aviation Bde “Alamo” en ondersteuningseenheden
  - 36th Armored Division Artillery “Always forward” en ondersteuningseenheden
  - Division Support Command
  - Engineer Bde en ondersteuningseenheden
  - 636th Mil Intelligence Btn (combat electronics) en ondersteuningseenheden
  - 36th Finance Btn en ondersteuningseenheden
  - 136th Signal Btn. En ondersteuningseenheden allen Texas NG

- 38th Infantry Division “Cyclone” is gelegerd in Indianapolis, Indiana en bestaat uit
  - 2nd Bde. En ondersteuningseenheden Indiana NG
  - 37th Armored Bde. “Dragons”en ondersteuningseenheden Ohio NG
  - 46th Mechanized Inf Bde. “Wolverines”en ondersteuningseenheden Michigan NG
  - Aviation Bde. En ondersteuningseenheden Indiana NG
  - Division Artillery “Cyclones Thunder”en ondersteuningseenheden Indiana NG
  - Engineer Bde. En ondersteuningseenheden Michigan NG
  - Division Support Command en ondersteuning Indiana NG
  - 1st Btn 138th Air Defense Artillery en ondersteuningseenheden
  - 138th Signal Btn.en ondersteuningseenheden Indiana NG

- 40th Infantry Division (Mechanized) “Sunburst” is gelegerd in Los Alamitos, Californië en bestaat uit
  - 1st Brigade en ondersteun eenheden
  - 2nd Bde. en ondersteun eenheden
  - 3rd Bde. en ondersteun eenheden
  - Aviation Bde. en ondersteun eenheden
  - Division Artillery “Steel lightning” en ondersteun eenheden
  - Division Support Command en ondersteun eenheden
  - Engineer Bde en ondersteun eenheden allen Californië NG
  - 1st Btn. 188th Air Defense Artillery (Heavy/Miscellaneaous) North Dakota NG
  - 640th Mil.Intelligence Btn.
  - 240th Signal Btn en ondersteun eenheden
  - 40th MP Company allen Californië NG

- 42nd Infantry Division (Mechanized) “Rainbow” is gelegerd in Troy, New York en bestaat uit
  - 3rd Mechanized Bde en ondersteun eenheden New York NG
  - 50th Mechanized Bde en ondersteun eenheden New Jersey NG
  - 86th Inf Bde en ondersteuningseenheden Vermont NG
  - Aviation Bde en ondersteun eenheden New York NG
  - Mechanized Division Artillery en ondersteun eenheden Massachusetts NG
  - Division Support Command en ondersteun eenheden New Jersey NG
  - Engineer Bde en ondersteun eenheden New York NG
  - 642nd Mil Intelligence Btn. New York NG
  - 1st Btn. 202nd Air Defense Artillery Regiment en ondersteun eenheden Illinois NG
  - 250th Signal Btn. New Jersey NG
  - 42nd MP Company Massachusetts NG
  - 272nd Chemical Company Massachusetts NG

### United States Navy Reserve

NR embleem

De United States Navy Reserve (USNR) heette tot 2005 de United States Naval Reserve en is een reservecomponent van de Amerikaanse marine, de USN.
De USNR bestaat uit circa 80000 personeelsleden die periodiek kunnen worden ingezet aan boord van schepen of bij walplaatsingen zowel binnen als buiten de Verenigde Staten. Door de indeling in vaarperiodes valt de USNR in tegenstelling tot de ANG en de NG gewoon onder de administratie van de USN.
De personeelsleden worden gemobiliseerd of in actieve dienst opgeroepen als de situatie dit vereist. Vanwege de duur van de vaarperiodes kan het personeel zelf aangeven of en in welke periode zij voor actieve dienst in aanmerking willen komen.
Sinds de aanslagen van 9 september 2001 zijn grote aantallen USNR personeel gemobiliseerd. Er werd zelfs een USNR-squadron, VFA-201 met 36 F/A-18 Hornet vliegtuigen, operationeel aan boord van het vliegdekschip USS Theodore Roosevelt (CVN-71).

#### Organisatie
De USNR heeft het grondgebied van de Verenigde Staten in 7 regio's verdeeld. Aan het hoofd van iedere regio staat een Readyness Command (REDCOM). De reservisten in de staten waar het betrokken REDCOM voor verantwoordelijk is vallen elk dus onder hun eigen regionale REDCOM.
- REDCOM Northwest is verantwoordelijk voor de staten
  - Alaska
  - Washington
  - Oregon
  - Idaho
  - Montana
  - Wyoming
  - Utah
  - Colorado
  - North Dakota
  - South Dakota

- REDCOM Midwest voor de staten
  - Minnesota
  - Wisconsin
  - Michigan
  - Ohio
  - Indiana
  - Illinois

- REDCOM Northeast voor de staten
  - Maine
  - Vermont
  - New Hampshire
  - New York
  - New Jersey
  - Connecticut
  - Rhode Island
  - Massachusetts

- REDCOM Mid Atlantic voor de staten
  - Pennsylvania
  - West Virginia
  - Virginia
  - Maryland
  - Delaware
  - District of Columbia

- REDCOM Southeast voor de staten
  - Kentucky
  - Tennessee
  - North Carolina
  - South Carolina
  - Georgia
  - Alabama
  - Mississippi
  - Florida
  - Puerto Rico (territorium)

- REDCOM South voor de staten
  - Louisiana
  - Texas
  - New Mexico
  - Oklahoma
  - Arkansas
  - Missouri
  - Kansas
  - Iowa
  - Nebraska

- REDCOM Southwest ten slotte beslaat de staten
  - Hawaï
  - Arizona
  - Californië
  - Nevada
  - Guam (territorium)

### Marine Forces Reserve
De Marine Forces Reserve (MFR), vroeger de United States Marine Corps Reserve, is de reservecomponent voor het Amerikaanse korps mariniers, USMC. 

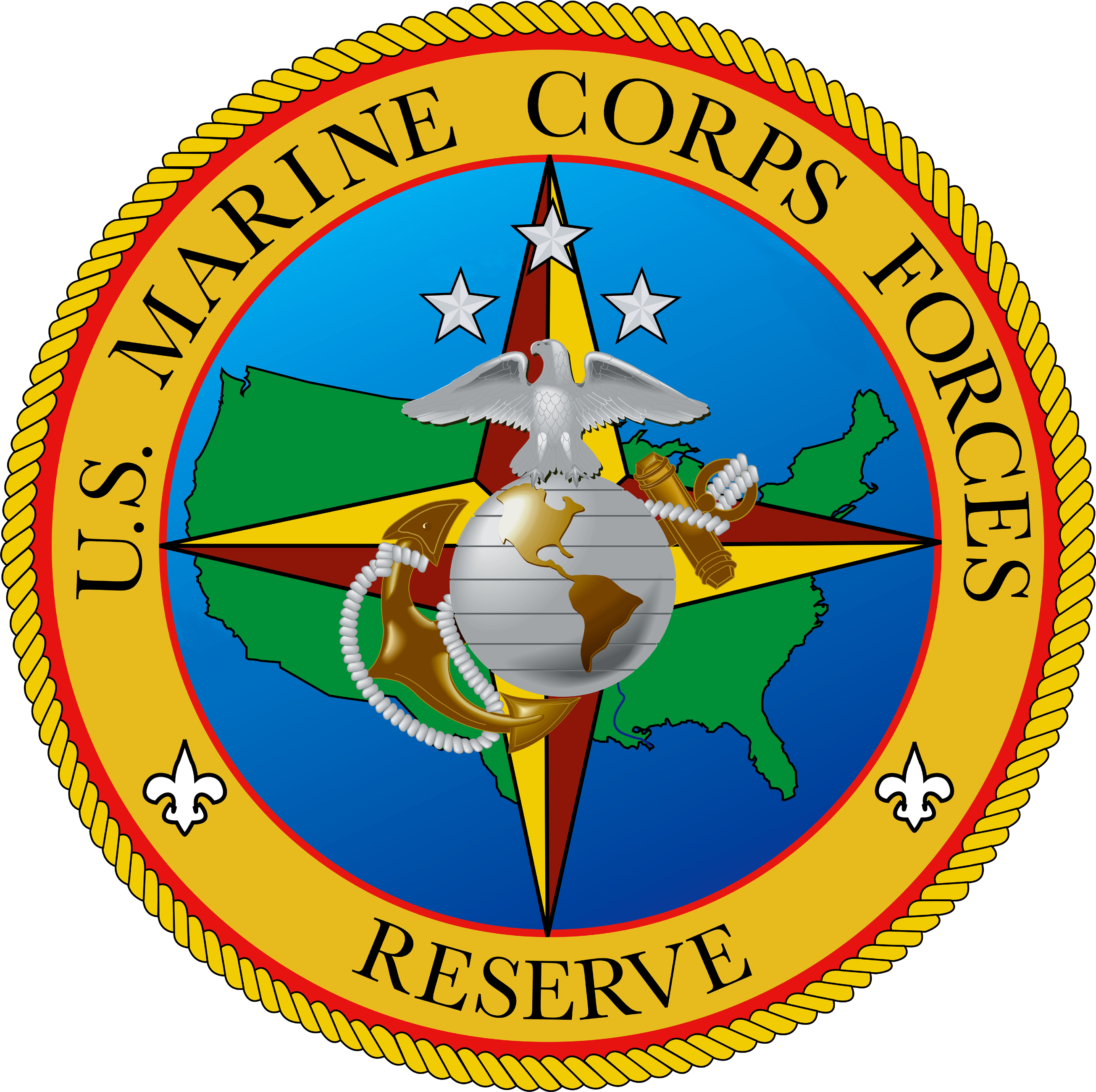
MFR embleem

De MFR is circa 170.000 man sterk, maakt deel uit en is ook opgenomen in de administratie van het USMC. Het MFR personeel is ingedeeld in 2 groepen.
- de Selected Marine Corps Reserve. Deze groep (circa 30000 man) wordt gevormd uit ex mariniers die hun vaardigheden 1 weekend per maand trainen en die 2 weken per jaar aan oefeningen deelnemen. Deze groep is continu inzetbaar.

- de Individual Ready Reserve. Deze groep (circa 140000 man) is samengesteld uit ex mariniers die hun vaardigheden niet meer trainen maar die op basis van vrijwilligheid beschikbaar zijn voor mobilisatie in oorlogstijd.

De MFR eenheden zijn bestemd ter ondersteuning en versterking van alle actieve Amerikaanse marinierseenheden in oorlogstijd, bij nationale noodtoestanden en bij langdurige operaties.

#### Organisatie
De overkoepelende leiding bestaat uit het MFR Command (staf) met daaronder de Civil Affairs Group (afdeling personeelszaken)
MFR Command coördineert de volgende 3 hoofdgroepen:
- 4th Marine Division
- 4th Marine Aircraft Wing
- 4th Marine Logistics Group

Het hoofdkwartier van 4th Marine Division, de grondtroepen van de MFR, is gevestigd in de stad New Orleans, Louisiana. De eenheden zijn over de hele Verenigde Staten verspreid. 4th Marine Division bestaat uit de volgende eenheden.
- HQ Battallion
  - 4th Tank Battallion
  - 4th Anti Terror Btn
  - 4th Light Armored Recon Btn
  - 4th Recon Btn
  - 4th Combat Engineer Btn
  - 4th Amphibian Assault Btn
  - 3rd Force Recon Company
  - 4th Force Recon Coy
  - Antitank Training Coy

- 14th Marine Regiment bestaande uit
  - HQ Batallion
  - 1st, 2nd, 3rd, 4th en 5th Btn

- 23rd Marine Regiment bestaande uit
  - HQ Batallion
  - 1st, 2nd en 3rd Btn

- 24th Marine Regiment bestaande uit
  - HQ Company
  - 1st, 2nd en 3rd Battallion

- 25th Marine Regiment bestaande uit
  - HQ Company
  - 1st, 2nd en 3rd Battallion

4th Marine Aircraft Wing is de airwing van de MFR. Deze heeft het hoofdkwartier in New Orleans, Louisiana; hier is ook het Marine Wing HQ Sqn 4 gevestigd. De rest van de eenheden is verspreid over de gehele Verenigde Staten.
4th Marine Aircraft Wing bestaat uit de volgende eenheden.
- 41st Marine Aircraft Group (Fort Worth Naval Air Station)
  - 41st Marine Aviation Logistics Sqn
  - VFMA-112 Marine F/A Sqn (F/A-18C)
  - VMGR-234 Air Refuel Sqn (KC-130 F/J)

- 42nd Marine Aircraft Group (Atlanta NAS)
  - 42nd Marine Aviation Logistics Sqn
  - VFMA-142 Marine F/A Sqn (F/A-18C)
  - HMLA-773 Light Attack Helo Sqn (AH1-W)
  - HMM-774 Medium Helo Sqn (CH-46E)

- 46th Marine Aircraft Group (Miramar NAS)
  - 46th Marine Aviation Logistics Sqn
  - VFMA-134 Marine F/A Sqn (F/A-18C)
  - VMFT-401 Marine Fighter Trainer Sqn (F-5E)
  - HMLA-775 Light Attack Helo Sqn (AH1-W)
  - HMM-764 Medium Helo Sqn (CH-46E)
  - HMH-769 Heavy Helo Sqn (CH-53E)

- 47th Marine Wing Supportgroup (Camp Pendleton Marine Base)
  - 471st Marine Wing Supportsqn
  - 472nd Marine Wing Supportsqn
  - 473rd Marine Wing Supportsqn

- 48th Marine Air Control Group (Great Lakes NAS)
  - 48th Marine Tactical Air Command Sqn
  - 48th Marine Wing Communications Sqn
  - 23rd Marine Air Control Sqn
  - 24th Marine Air Control Sqn
  - 4th Low Altitude Airdefense Sqn
  - 6th Marine Air Supportsqn

- 49th Marine Aircraft Group (Willow Grove NAS)
  - 49th Marine Aviation Logistics Sqn
  - HMH-772 Heavy Helo Sqn (CH-53E)
  - VMGR-452 Air Refuel Sqn (KC-130T)

4th Marine Logistics Group is de logistieke poot van de MF, en is ook gevestigd in New Orleans, Louisiana; deze bestaat uit de volgende eenheden.
- HQ Battallion
  - 4th Dental Battallion
  - 4th Medical Btn
  - 4th Maintenance Btn
  - 4th Landingsupport Btn
  - 6th Communications Btn
  - 6th Engineer Supportbtn
  - 6th Motor Transport Btn